# ラファエル・メンヒバル・オチョア
ラファエル・メンヒバル・オチョア（Rafael Menjívar Ochoa、1959年8月17日 - 2011年4月27日）は、エルサルバドルの小説家、詩人、ジャーナリスト、翻訳家。サンサルバドル県サンサルバドル出身。
父親は経済学者や政治家、エルサルバドル大学学長を務めたラファエル・メンヒバル・ラリン。国内情勢の悪化によって1973年よりコスタリカへと移住。1976年にはメキシコへと移住し、その地で創作活動を始めている。
1999年エルサルバドルへ帰国。2001年にはかつて同国の作家サルバドール・サラサール・アルエの住居であった建物を利用して作家の支援団体La Casa del Escritorを設立し、更新作家の育成に努めた。

## おもな作品
- Historia del traidor de Nunca Jamás (1985, Premio Latinoamericano de Novela EDUCA 1984)
- Los años marchitos (1990, Premio Latinoamericano de Novela "Ramón del Valle Inclán")
- Terceras personas (1996)
- Los héroes tienen sueño (1998)
- De vez en cuando la muerte (2002)
- Trece (2003)
- Un buen espejo (2005)
- Cualquier forma de morir (2006)
- Instrucciones para vivir sin piel (2008)